# عثمان نوری پاشا

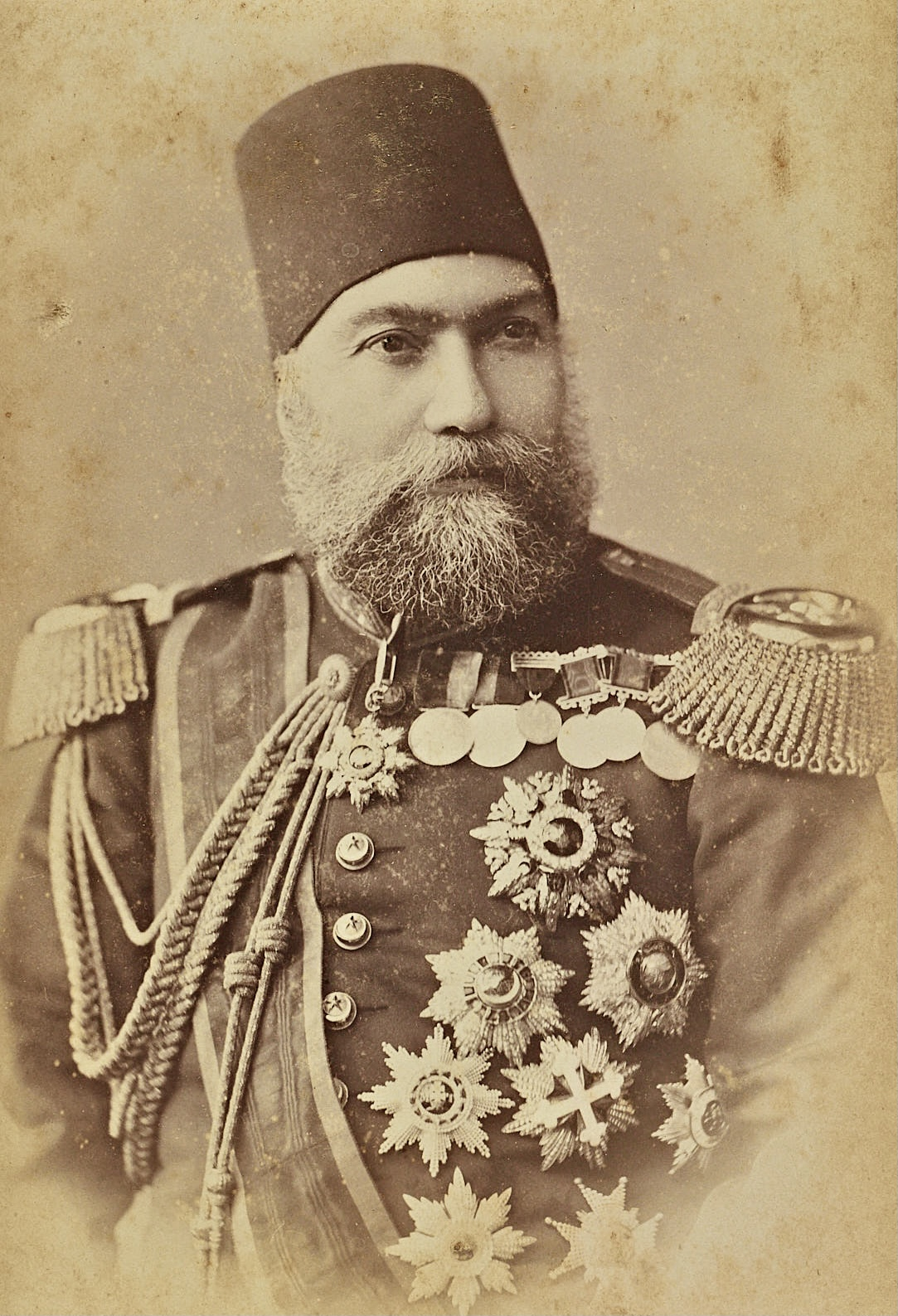
عثمان نوری پاشا

عثمان نوری پاشا (ترکی عثمانی: عثمان نوری پاشا ‎ ۱۸۳۲، توقات، امپراتوری عثمانی - ۴ تا ۵ آوریل ۱۹۰۰، قسطنطنیه، امپراتوری عثمانی، همچنین به نام غازی عثمان پاشا (به ترکی استانبولی: Gazi Osman Paşa) شناخته می‌شود) یک فیلد مارشال عثمانی بود. به عنوان یکی از محترم‌ترین و آراسته‌ترین پاشاهای عثمانی در تمام دوران، ترانه‌های زیادی برای او سروده شده و مکان‌های زیادی به نام او نامگذاری شده‌است. این عمدتاً به این دلیل است که او شهر پلونا بلغارستان را به مدت پنج ماه در برابر نیروهای برتر روسی-رومانیایی در سال ۱۸۷۷ در طول جنگ روسیه و ترکیه نگه داشت، اگر چه شهر در نهایت سقوط کرد.